# Wolfern
Wolfern – gmina targowa w Austrii, w kraju związkowym Górna Austria, w powiecie Steyr-Land. Według danych Austriackiego Urzędu Statystycznego liczyła 3041 mieszkańców (1 stycznia 2015).